# Akshay Dewalkar
Akshay Dewalkar (* 2. Juli 1988 in Mumbai) ist ein indischer Badmintonspieler. 

## Karriere
Akshay Dewalkar nahm 2009 im Herrendoppel an den Badminton-Weltmeisterschaften teil. Er verlor dabei in Runde zwei und wurde somit 17. in der Endabrechnung. Bei den Südasienspielen 2006 wurde er Dritter. 2008 gewann er die Bahrain International und die Nepal International.

## Sportliche Erfolge
| Saison | Veranstaltung           | Disziplin    | Platz | Name                                |
| ------ | ----------------------- | ------------ | ----- | ----------------------------------- |
| 2006   | Südasienspiele          | Herrendoppel | 3     | Jishnu Sanyal / Akshay Dewalkar     |
| 2008   | Bahrain International   | Herrendoppel | 1     | Jishnu Sanyal / Akshay Dewalkar     |
| 2008   | Nepal International     | Herrendoppel | 1     | Valiyaveetil Diju / Akshay Dewalkar |
| 2014   | Sri Lanka International | Mixed        | 1     | Akshay Dewalkar / Pradnya Gadre     |